# 比斯開 (明尼蘇達州)
比斯開（英語：Biscay）是一個位於美國明尼蘇達州麥克萊德縣的城市。

## 歷史
比斯開的郵局於1888年設立，其後於1954年停運。此地得名自位於大西洋的比斯開灣。

## 人口
根據2020年美國人口普查的數據，比斯開的面積為0.19平方千米，皆為陸地。此地與曼徹斯特同為全明尼蘇達州陸地面積最小的城市。當地共有人口113人，而人口密度為每平方千米595人。